# 1970年の日本の女性史
1970年の日本の女性史（1970ねんのにほんのじょせいし）は、1970年（昭和45年）の日本における女性に関するできごとを時系列的に挙げる。参考文献は日本の女性史年表を参照のこと。
本項目は歴史研究としての女性史ではなく、日本における女性に関するできごとをある体系に基づいて述べようとするものではない。

## 1-3月
- 1月12日 労働省婦人少年局、パートは短時間労働というだけで身分的区別はないとするパートの保護と労働条件向上に関する通達
- 1月21日 主婦連など、チクロ追放消費者大会、回収延期に抗議。全国各地でチクロ不買同盟結成
- 1月26日 婦人関係の諸問題に関する懇談会、「健康な子どもを生みかつ育てることについて」の提言を発表
育児休職制度の検討など
- 2月3日 東京・渋谷のコインロッカーに嬰児の死体
コインロッカー置き捨て事件が続出、また、母親の家出も増加
- 2月16日 NHKテレビジョン、『こんにちは奥さん』の時間に「母と子の性教育を考える」と題し、日本初の性教育番組を放送
- 2月18-19日 第6回内職大会、内職・パートの主婦ら200人参加、賃金など待遇改善の訴え
- 2月23日 地婦連・日生協・消費者の会・等5団体、学校給食からチクロ食品追放を文部大臣に要望
- 2月25日 公明党・創価学会の言論出版抑圧問題の真相をきく婦人集会、丸岡秀子ら17婦人呼びかけ、100人参加
- 2月28日 関東労災病院、看護婦勤務体制改善を目指してストライキ
6月4日 東大病院でもストライキ。この頃、看護婦勤務体制改善を目指す運動が広がる。
- 2月- 広島女性史研究会発足　以後、大阪、北海道・愛知・京都など各地に女性史研究会生まれる。
- 2月-3月 地婦連、テレビ番組・広告の実態調査、俗悪15位までのスポンサーに自粛要請
- 3月3日 女性週刊誌『an・an』創刊
- 3月6日 松戸市で交通安全母の会結成、2000人参加
- 3月8日 国際婦人デー中央集会、日比谷で、5000人参加、全国各地でも記念集会
- 3月10日 神近市子、映画『エロス+虐殺』の上映禁止仮処分を申請
大杉栄が三角関係のもつれから刺された事件を取り上げて前衛的な手法で描いた映画であるが、映画のモデルとされる神近市子が名誉毀損・プライバシー侵害を理由に、映画上映禁止の訴訟を起こした。同年、「周知の事実」としてこの訴えは棄却されたが、このような事情からこの映画は本来3時間46分のものを短縮して公開された。
- 3月11日 第1回生活を守る全国婦人対話集会、「危険な食品を追放しよう」
- 3月15日-4月20日 婦人関係行政セミナー、アジア諸国の婦人関係行政担当者に日本の婦人行政の現状と婦人の実状紹介。発展途上国を対象に以後毎年開催
- 3月16日売春対策国民協会、沖縄における売春防止法の早期制定を立法院に要望
- 3月22日 第1回全国女子プロボウリング選手権、中山律子優勝
- 3月28日 新婦人協会創立50周年記念集会・展示会
- 3月- 子供を守る塩浜母の会結成、四日市市 で

## 4-6月
- 4月1日 人事院、国家公務員の妊婦の月１回の定期検診を出勤扱いとして認める措置を決める、東京税関労働組合の申し入れから
- 4月1日 中根千枝、東京大学で初の女性教授に
- 4月1日 曹洞宗、宗制上における男僧・尼僧の差別待遇を撤廃。男僧しか安居できない特別僧堂に準ずる特別尼僧堂を設置　5月20日 開禅式
- 4月2-3日 第１回全国家庭婦人バレーボール大会開催、東京・駒沢総合運動場で。
- 4月8日 日教組婦人部、育児休暇法案の署名に取り組む、国会陳情も
- 4月10日 第13回婦選会議、シンポジウム「婦人の一票は果たして平和に役立っているか」
- 4月10-16日 第22回婦人週間「婦人の能力を生かす--社会参加と家庭責任」
- 4月11-13日 第15回はたらく婦人の中央集会、総評中心、1741人参加、生活と安保・沖縄問題を討議
- 4月14日 万博婦人の日、記念講演「世界における婦人の地位」藤田たき
- 4月20日 厚生省、優性保護実態調査、人工妊娠中絶者年間110万人と推計
- 4月22-28日 総評婦人対策部、沖縄返還婦人統一行動週間、集会・デモ・ビラまき等
- 4月25-26日 全国婦人の集い10周年記念大会、海友婦人会・日本民主婦人の会など主催、「婦人の力で豊かな明日を」、20歳前後の働く婦人1000人参加
- 4月27日 政府の物価対策を聴く会、主婦連等6団体主催
- 5月1日 柳島静江、京都大学で初の女性教授に、教養部
- 5月11日 育児休職問題超党派婦人議員懇談会、参議院婦人議員達
- 5月10-11日 第15回はたらく婦人の中央集会、婦人団体連合会（婦団連）中心、「はたらく婦人の母性保護」「婦人の生き方」等について討議
- 5月15日 東京中野郵便局、育児時間を取得した局員２人に対し、育児時間を含めた55分の賃金カット処分
- 5月16日 家内労働法公布。委託業務の内容・工賃単価・工賃支払期日を記入した家内労働手帳の交付などを規定
- 5月17日 日本エベレスト登山隊に参加の渡部節子、エベレストのサウスコル7985mまで到達し、女性の登高世界一記録を樹立
- 5月- 日本碍子、コスト低下につながるとして工場従業員の女子化を推進
- 5月- 下松小学校小児喘息母の会発足、工場の亜硫酸ガスによる喘息児童の母親達、下松市に健康調査や吸入器設置を要求
- 6月1日 上田市、女子職員の育児休暇制度を実施、地方自治体で初めて
- 6月5日 日本キリスト教婦人矯風会等5婦人団体、米軍のインドシナ停戦と外交交渉による平和を願う声明
- 6月6日 琉球立法院、アメリカ兵による刺傷事件抗議決議を全会一致で採択
5月30日 沖縄具志川市上江洲集落近くのサトウキビ畑で、アメリカ兵が女子高校生を待ち伏せ、ナイフで腹部や首、頭を切りつけ、全治2カ月の重傷を負わせた。血まみれになった生徒を放置してアメリカ兵が近くの米軍通信隊に逃げ込むのを目撃した農民が呼びかけ、約500人の農民が犯人引き渡しを求めて隊を包囲した。翌5月31日 同隊ゲート前で上江洲地区農民・高校生徒・市民等2500人参加で抗議集会
- 6月6-7日 婦民、第24回大会で21支部を解散
6月28日 脱退者、婦人民主クラブ再建連絡委員会を結成、代表色部百合子
- 6月9日 安保をなくし沖縄をとりもどす母親大集会、第16回日本母親大会実行委員会主催、3000人参加
- 6月12日 厚生省、初の協議離婚実態調査結果発表、離婚理由、性格の不一致・経済問題・異性関係が20～27％とほぼ同率、離婚の申立、妻から51％
- 6月14日 自民党労働問題調査会、勤労婦人対策5ヶ年計画を発表
政策の柱(1)事業内託児施設の設置　(2)「働く婦人の家」の増設　(3)中高年婦人センターの設置　(4)家庭内職就業への援助　等
- 6月15日 労働省、「女子労働者の就業分野の変化に関する調査結果」発表。従来男子の仕事であったものに最近３年間に女子を就労させるようになった事業所22％、大規模事業所ほど多い。女子の進出した仕事は、プログラマー・各種事務員・金属切削加工・自動車関係の組立工など490職種
- 6月15日 労働省、「農外就労婦人に関する調査」、農家婦人の雇用形態、常用・臨時各50％、出稼ぎ者2％
- 6月16日 総評婦人部・各単産婦人部、反安保・沖縄返還宣伝パレード
- 6月18日 平塚らいてう・市川房枝・植村環・住井すゑ・野宮初枝・羽仁説子・東山千栄子・深尾須磨子・丸岡秀子、「安保廃棄のアピール」発表
- 6月- 第24期司法修習生の女性、「最高裁判所が女性裁判官を採用したがらないのは不当差別」とアンケート調査などの活動

## 7-9月
- 7月10日 母子福祉法施行令の一部改正案公布、母子世帯に対する貸付金制度を改善
- 7月10日 沖縄で売春防止法公布
- 7月17日 主婦連、産地から野菜・水産加工品を直接取寄せ、2～3割安で直売。テストケースとして東京で実施
- 7月17-18日 総評主婦の会第11回定期大会、食糧管理制度の堅持・内職工賃の値上げ・自衛隊増強反対など採択
- 7月24日 平塚らいてう・羽仁説子・松本清張・若月俊一等7人の呼びかけでベトナム母子保健センター設立運動連絡会発足、事務局長櫛田ふき
- 7月29日 京都生活公害協議会発足、メンバーの9割は女性、美しい琵琶湖を返せと署名活動
- 8月1日 全国婦人税理士連盟「家事にたずさわる婦人の実態」を発表、配偶者控除引上げ・家事労働の責任を負担しつつ働いている婦人の勤労所得控除の新設などを要望
- 8月14-16日 第2回全国民間保育団体合同研究集会、長野で、中央教育審議会構想に反対する声明「国民のみなさんに訴える」発表
- 8月22-23日 「侵略＝差別と闘うアジア婦人会議」の大会を松岡洋子、飯島愛子らが中心となり法政大学で開催。1000人参加
- 8月26日 名古屋地方裁判所、山一証券地位保全等仮処分申請事件で、女子従業員が結婚した時は退職するとの慣行は公序良俗に反し無効と判決
- 8月26-27日 第16回日本母親大会、「子どもと教育」「生活と権利」「平和と独立」「母親運動」をテーマに討議、参加者1万3000人、日本婦人会議・ 婦民不参加
- 8月27日 全国無認可保育所連絡協議会準備会結成、会長鈴木郁子、無認可保育所約1300参加、「無認可にも援助を」と厚生省・労働省・各政党に陳情
- 8月- 沖縄の基地内での婦女暴行未遂事件に軍法廷で無罪判決
この頃、沖縄において、米軍が関係した事件が犯罪として問われないケースが続き、沖縄県民の反米感情が高まっていった。
- 8月- 日生協婦人部に第1回全国商品テストグループ生まれる
- 9月4日 文部省、婦人のボランティア活動促進計画発表
- 9月4日 労働省、「昭和44年度女子保護の概況」発表。生理休暇請求者、女子労働者の24.9％。産前休業者の平均休業日37.4日、産後休暇46.7日。妊娠・出産による退職者の割合41.3％
- 9月5-9日 国際民婦連創立25周年記念評議会、ブダペストで、櫛田ふきら4人参加
- 9月11日 主婦連など消費者5団体、カラーテレビ1年間買控え決議 
EIA（米国電子工業会）が「日本のメーカーはアメリカでカラーテレビの安売りをしている」と提訴したことから、日本の消費者団体が家電製品の実売価格調査を行い、メーカー表示価格とアメリカでの実際販売価格の差が大きいことに抗議し、1年間の不買運動を決議。最大の標的は松下電器（現・パナソニック）となり、二重価格問題の追求は更に他の製品にも及んだ。1971年1月11日 通産省、家電メーカーにカラーテレビの15%値下げを指示、9月16日 主婦連等、目的は達したと不買運動の終結声明を出した。
- 9月18日 労働省、「製造業女子家族従事者の生活実態調査結果発表。事業主の妻、「毎日雇用者並みに働く」者と「毎日随時働く」者がそれぞれ4割、8時間以上就労する者38％
- 9月- 第1回全国保母のうたごえ祭典、仙台で

## 10-12月
- 10月1日 千葉市、1歳未満乳児の医療費無料化を決定
- 10月1日 国鉄、「ディスカバー・ジャパン」の観光キャンペーンを開始。爆発的人気で、若い女性が古い町に殺到。
- 10月4日 朝日新聞にウーマン・リブキャンペーン記事掲載
- 10月8日 東京商工会議所、2000企業を対象に行ったアンケート結果に基づき「労基法に関する意見書」を労働省に提出、労働基準法の女子に対する保護規定の緩和・パートタイマーについての労働基準の明確化を要請
- 10月9-16日 おんな解放連続シンポジウム、「ぐるーぷ闘うおんな」主催
「ぐるーぷ闘うおんな」は田中美津等が中心となり、日本のウーマン・リブ運動の先頭を走った組織。
取り上げたテーマは、「定義」女とは生殖器を持つ労働商品か・母と慰安婦・女に権威主義はいらない・女は自らを革命する等・私の歴史・ウーマンリブとは何か・来るべき社会像等、「取組みの対象」女の一人暮らし・出産の自由・中絶禁止等、「運動論」味方の中の敵とは何か・怨念は肩代わりできない等、「よびかけ」主婦よ女の反戦デモに参加を・姉よ妹や動き出す時がきた等
- 10月14日 主婦連など15団体、ビール値上げ反対を国税庁・ビール業界に陳情
- 10月15日 高校学習指導要領告示、「家庭一般」をすべての女子に履修させる方針
- 10月16日 母乳からBHC・PPK系残留量検出、WHO基準の30倍、日本農村医学会
- 10月21日 初のウーマン・リブのデモ、ヘルメット姿の女たち200人参加、「女らしさって何？」などのプラカードをかかげて数寄屋橋から新橋までをデモ。女性解放準備会・「ぐるーぷ闘う女」などよびかけ。日本のウーマン・リブの初めての街頭デモ
- 10月24日 日教組に育児休暇法立法対策委員会設置
- 11月4-5日 第2回全国ウーマンパワー開発研究会議、日本事務能率協会主催、「女子社員の戦力化と管理者の任務」、女子社員の能力開発の具体的施策について討議
- 11月5日 前橋地方裁判所、合理化のための既婚女性の解雇は合法と判決
古河鉱業（現・古河機械金属）は、経営合理化のため男子5名、女子10名が余剰と判断、女子については既婚者を中心に解雇を決めた。解雇対象となった既婚女性の1名が、解雇は合理的理由を欠き無効と提訴した。前橋地裁は、既婚女性の退職は会社の制度そのものではなく、経営が危機に立った会社のやむを得ない合理化の措置であるとして解雇有効の判決。1977年 最高裁で上告棄却で確定
- 11月7日 厚生年金の女子脱退一時金・公務員年金の選択制廃止・失対事業打切り・労基法改悪反対・婦人の働く権利確立婦人総決起集会、3000人参加、総評主催
- 11月13日 日本婦人会議、米軍北富士演習場全面返還を防衛庁に申入れ
- 11月14日 日本で初のウーマン・リブ大会、渋谷で、解放のための討論会「性差別への告発」 、亜紀書房主催
- 11月16日 文部省、学校基本調査（大学・短大）結果発表、女子の専攻に偏った傾向、人文科学9万人、教育4万7000人、社会科学2万9000人
- 11月17日 慶應義塾、大学病院の看護婦はじめ全女子従業員の有給生理休暇廃止を労働組合に通告
- 11月19日 第2回生活を守る全国婦人対話集会、「危険な食品、うそつき商品の追放」
- 11月19日 新潟県民生部、新潟市内で夜間勤務の母子世帯のため夜間保育を始めることを決定
- 11月26日 農村婦人問題専門家会議報告書「婦人の農外就労の展望と施策」提出
- 12月8日 「女は侵略に向けて子どもを産まない育てない」集会、ウーマン・リブ団体主催
- 12月8-10日 第1回純潔教育研究集会、大日本女子社会教育会主催、現代の性教育のあり方について討議
- 12月16日 中央児童福祉審議会、緊急に実施すべき児童福祉対策について意見書提出、母子保健対策の一環として事業内保育施設の充実を図るため、中小企業には国が運営費の半額を助成すべきである等を提案
- 12月16日 日本婦人法律家協会（現・日本女性法律家協会）、女性裁判官は採用したくないという最高裁判所人事当局の見解に抗議声明
- 12月18日 衆参婦人議員懇談会、佐藤首相に、政府主催の婦選25周年記念集会を開くこと・中央官庁の婦人局長・課長を増員するなど要請
- 12月28日 婦人関係の諸問題に関する懇談会、婦人と家庭教育に関する提言を発表
- 12月- コンピュータによる結婚仲人連盟が創業、東京で

## この年
- 文部省調べ、4年制女子大学卒業者の就職率が6割を切り、短期大学卒業者の就職率を下回る。
- 化粧品の売上げ急増、つけまつげ・アイシャドーがブームに
- 全国社会福祉協議会、「父子家庭実態調査結果」発表。母親がいなくなった理由、死亡53.8％、離婚29.6％、家出9.4％
- 厚生省、「全国家庭児童実態調査結果」発表。子どものいる家庭中共働き700万、共働き世帯の未就学児童のうち23.1％が保育所に入所、中学生以下のカギっ子は483万人
- 『週刊少年サンデー』に漫画「ダメおやじ」（古谷三敏作）連載。妻と3人の子を養っても徹底的侮辱と虐待を受ける父親像を描く。